# 톰 스토파드
톰 스토파드 경(영어: Sir Tom Stoppard, OM, CBE, 1937년 7월 3일 ~ )은 체코슬로바키아에서 태어난 영국의 극작가, 각본가이다.
체코슬로바키아에서 '토마시 스트라우슬레르(Tomáš Straussler)'라는 이름으로 태어나 싱가포르와 인도에서 성장했다.
1946년 영국으로 건너와 브리스틀에서 신문 기자로 글을 쓰기 시작해 1963년 첫 희곡 《물위를 걷다》를 썼고, 1968년에 《자유인의 등장》으로 제목을 바꾸어 런던에서 공연했다.
그의 2번째 작품이며 대표작으로 꼽히는 《로젠크란츠와 길덴스턴은 죽었다》(1967)는 로열 내셔널 시어터의 레퍼토리의 하나가 되었다. 복수 비극 《햄릿》을 복수 희극으로 쓴 것인데, 미국에서 최우수 외국 희곡상을 받기도 했다. 그 밖의 작품으로는 《별개의 평화》, 《검찰관의 사냥개》가 있다. 영화 《셰익스피어 인 러브》의 시나리오를 쓰기도 하였다.

## 서훈
- 1978년 대영 제국 훈장 3등급(CBE) 수훈[1]
- 1997년 기사작위(Knight Bachelor) 서임[2]
- 2000년 메리트 훈장(Order of Merit; OM)[3]